# خوان كوريا
خوان كوريا (بالإسبانية: Juan Correa)‏ هو رسام مكسيكي، ولد في 1646، وتوفي في 1716.

## معرض صور

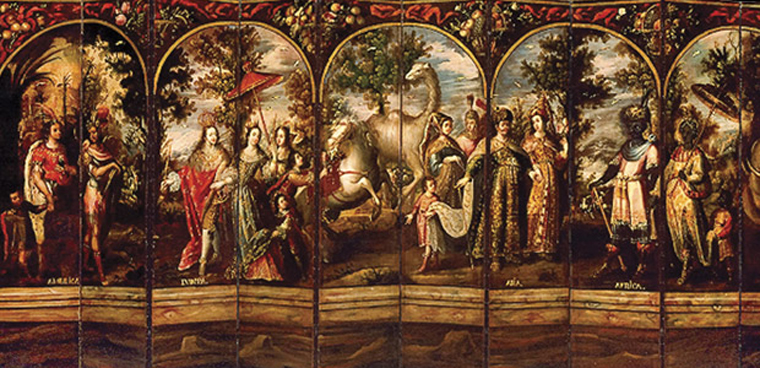
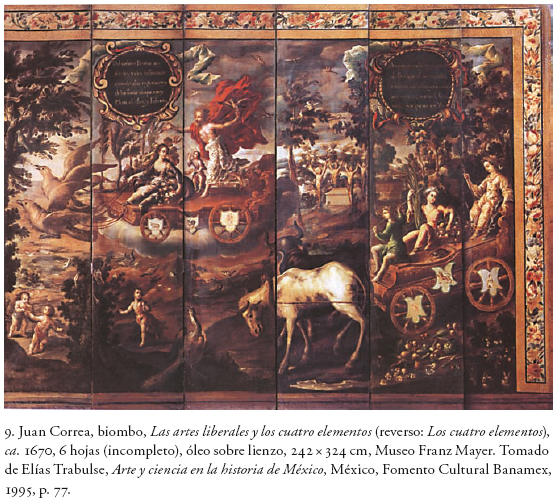
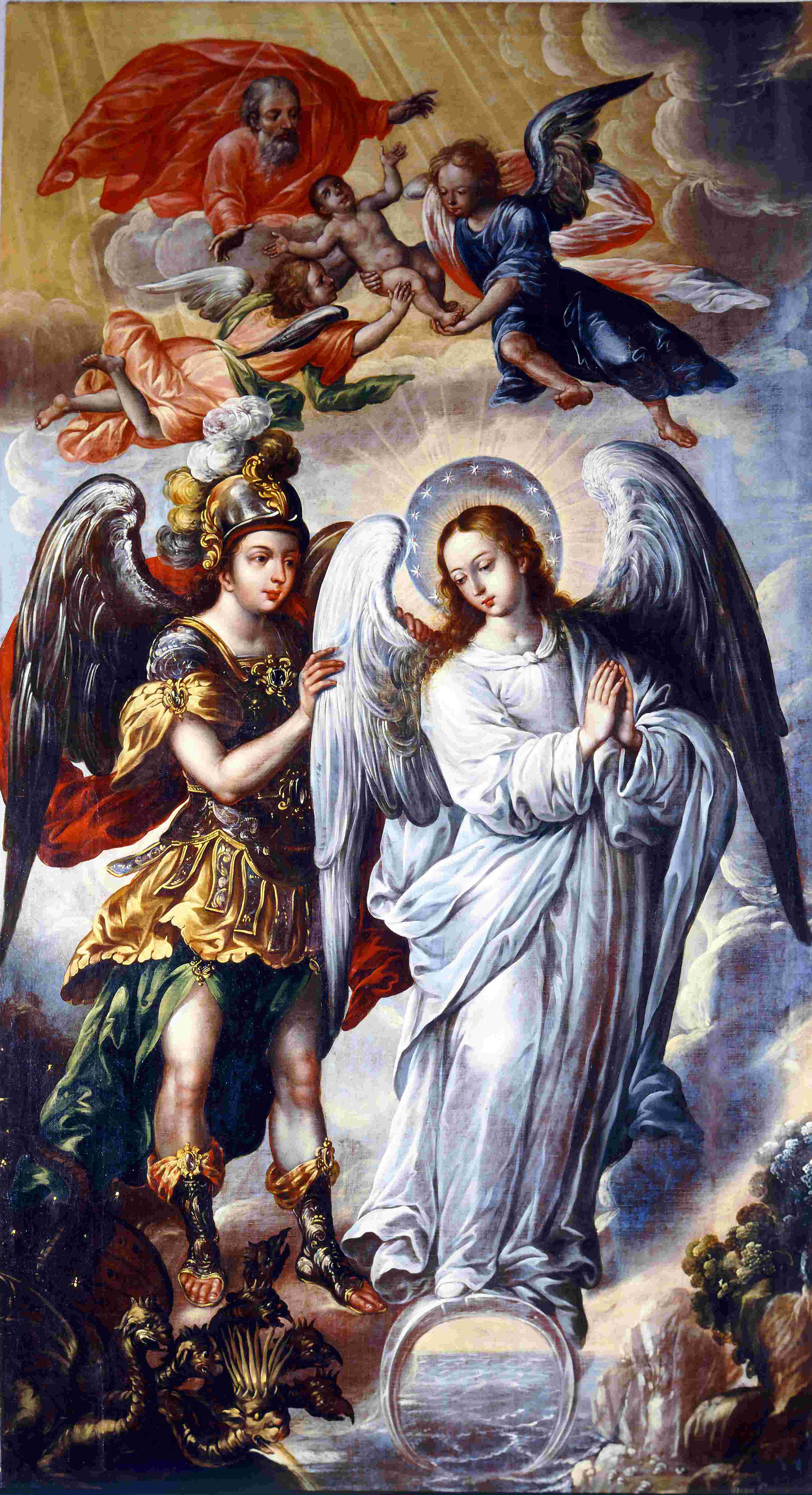
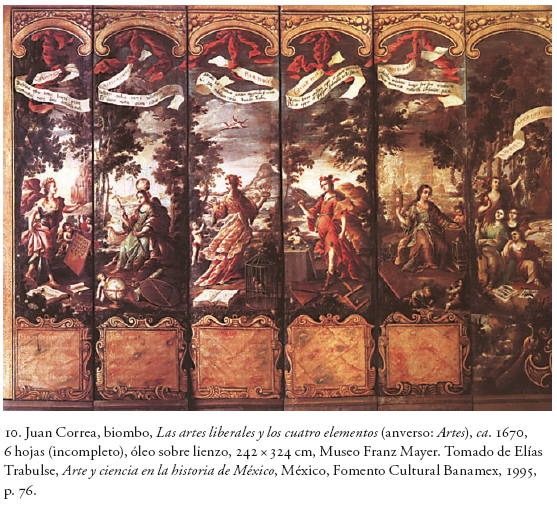